# Chunzhe
Chunzhe (kinesiska: 春哲, 春哲乡) är en socken i Kina. Den ligger i den autonoma regionen Tibet, i den sydvästra delen av landet, omkring 250 kilometer väster om regionhuvudstaden Lhasa. Antalet invånare är 1 222. Befolkningen består av 594 kvinnor och 628 män. Barn under 15 år utgör 29,0 %, vuxna 15-64 år 64 %, och äldre över 65 år 5,0 %.
Genomsnittlig årsnederbörd är 695 millimeter. Den regnigaste månaden är juli, med i genomsnitt 227 mm nederbörd, och den torraste är november, med 3 mm nederbörd.